# Natação artística no Campeonato Mundial de Esportes Aquáticos de 2019 - Rotina livre dueto
A prova da rotina livre dueto é um dos eventos da natação artística do Campeonato Mundial de Esportes Aquáticos de 2019 que foi realizada entre os dias 16 de julho e 18 de julho, em Gwangju, na Coreia do Sul. 

## Calendário
Horário local (UTC+9). 
| Fase          | Data        | Hora  |
| ------------- | ----------- | ----- |
| Eliminatórias | 16 de julho | 11:00 |
| Final         | 18 de julho | 19:00 |

## Medalhistas
| Ouro                                                 | Prata                              | Bronze                                       |
| Rússia · Svetlana Kolesnichenko · Svetlana Romashina | China · Huang Xuechen · Sun Wenyan | Ucrânia · Marta Fiedina · Anastasiya Savchuk |

## Resultados
| Pos.              | Nacionalidade  | Nadadoras                                    | Eliminatória | Eliminatória | Final         | Final         |
| Pos.              | Nacionalidade  | Nadadoras                                    | Pontos       | Pos.         | Pontos        | Pos.          |
| ----------------- | -------------- | -------------------------------------------- | ------------ | ------------ | ------------- | ------------- |
| Medalha de ouro   | Rússia         | Svetlana Kolesnichenko Svetlana Romashina    | 96.6667      | 1            | 97.5000       | 1             |
| Medalha de prata  | China          | Huang Xuechen Sun Wenyan                     | 94.5333      | 2            | 95.7667       | 2             |
| Medalha de bronze | Ucrânia        | Marta Fiedina Anastasiya Savchuk             | 93.1333      | 3            | 94.1000       | 3             |
| 4                 | Japão          | Yukiko Inui Megumu Yoshida                   | 92.4333      | 4            | 93.0000       | 4             |
| 5                 | Espanha        | Ona Carbonell Paula Ramírez                  | 91.6000      | 5            | 91.7000       | 5             |
| 6                 | Itália         | Linda Cerruti Costanza Ferro                 | 90.4667      | 6            | 91.0000       | 6             |
| 7                 | Canadá         | Claudia Holzner Jacqueline Simoneau          | 89.6000      | 7            | 89.7667       | 7             |
| 8                 | França         | Charlotte Tremble Laura Tremble              | 86.7333      | 10           | 88.0000       | 8             |
| 9                 | Grécia         | Evangelia Papazoglou Evangelia Platanioti    | 87.8667      | 8            | 87.3333       | 9             |
| 10                | Áustria        | Anna-Maria Alexandri Eirini-Marina Alexandri | 86.7667      | 9            | 87.1000       | 10            |
| 11                | México         | Nuria Diosdado Joana Jiménez                 | 85.8667      | 11           | 86.1000       | 11            |
| 12                | Estados Unidos | Anita Alvarez Ruby Remati                    | 84.5000      | 12           | 83.6333       | 12            |
| 13                | Países Baixos  | Bregje de Brouwer Noortje de Brouwer         | 84.4000      | 13           | Não avançaram | Não avançaram |
| 14                | Reino Unido    | Kate Shortman Isabelle Thorpe                | 83.8000      | 14           | Não avançaram | Não avançaram |
| 15                | Bielorrússia   | Vasilina Khandoshka Valeryia Valasach        | 83.1000      | 15           | Não avançaram | Não avançaram |
| 15                | Cazaquistão    | Alexandra Nemich Yekaterina Nemich           | 83.1000      | 15           | Não avançaram | Não avançaram |
| 17                | Suíça          | Vivienne Koch Noemi Peschl                   | 82.1667      | 17           | Não avançaram | Não avançaram |
| 18                | Israel         | Eden Blecher Shelly Bobritsky                | 81.8333      | 18           | Não avançaram | Não avançaram |
| 19                | Alemanha       | Marlene Bojer Daniela Reinhardt              | 79.9667      | 19           | Não avançaram | Não avançaram |
| 20                | Colômbia       | Estefanía Álvarez Mónica Arango              | 79.0333      | 20           | Não avançaram | Não avançaram |
| 21                | Liechtenstein  | Lara Mechnig Marluce Schierscher             | 78.9000      | 21           | Não avançaram | Não avançaram |
| 22                | Uzbequistão    | Anna Eltisheva Anastasiya Morozova           | 77.7000      | 22           | Não avançaram | Não avançaram |
| 23                | Singapura      | Debbie Soh Miya Yong                         | 77.2333      | 23           | Não avançaram | Não avançaram |
| 24                | Eslováquia     | Nada Daabousová Diana Miškechová             | 77.1333      | 24           | Não avançaram | Não avançaram |
| 25                | Chéquia        | Alžběta Dufková Vendula Mazánková            | 76.8667      | 25           | Não avançaram | Não avançaram |
| 26                | San Marino     | Jasmine Verbena Jasmine Zonzini              | 76.7000      | 26           | Não avançaram | Não avançaram |
| 27                | Egito          | Hanna Hiekal Jayda Sharaf                    | 76.2000      | 27           | Não avançaram | Não avançaram |
| 28                | Hungria        | Dávid Janka Boglárka Gács                    | 76.0333      | 28           | Não avançaram | Não avançaram |
| 29                | Argentina      | Camila Arregui Trinidad López                | 75.9333      | 29           | Não avançaram | Não avançaram |
| 30                | Sérvia         | Nevena Dimitrijević Jelena Kontić            | 75.9000      | 30           | Não avançaram | Não avançaram |
| 31                | Portugal       | Maria Gonçalves Cheila Vieira                | 75.6333      | 31           | Não avançaram | Não avançaram |
| 32                | Turquia        | Defne Bakırcı Mısra Gündeş                   | 75.1667      | 32           | Não avançaram | Não avançaram |
| 33                | Coreia do Sul  | Baek Seo-yeon Koo Ye-mo                      | 75.0333      | 33           | Não avançaram | Não avançaram |
| 34                | Chile          | Isidora Letelier Natalie Lubascher           | 74.3333      | 34           | Não avançaram | Não avançaram |
| 35                | Austrália      | Rose Stackpole Amie Thompson                 | 74.2667      | 35           | Não avançaram | Não avançaram |
| 36                | Bulgária       | Aleksandra Atanasova Dalia Penkova           | 74.1667      | 36           | Não avançaram | Não avançaram |
| 37                | Aruba          | Abigail de Veer Kyra Hoevertsz               | 74.1667      | 37           | Não avançaram | Não avançaram |
| 38                | Polónia        | Gabriela Damentka Aleksandra Filipiuk        | 72.1333      | 38           | Não avançaram | Não avançaram |
| 39                | Nova Zelândia  | Eva Morris Isobel Pettit                     | 68.8667      | 39           | Não avançaram | Não avançaram |
| 40                | África do Sul  | Emma Manners-Wood Laura Strugnell            | 67.3333      | 40           | Não avançaram | Não avançaram |
| 41                | Cuba           | Stephany Urbina Cire Zuferri                 | 66.9667      | 41           | Não avançaram | Não avançaram |
| 42                | Hong Kong      | Haruka Kawazoe Christie Poon                 | 66.7667      | 42           | Não avançaram | Não avançaram |
| 43                | Tailândia      | Pongpimporn Pongsuwan Supitchaya Songpan     | 65.8667      | 43           | Não avançaram | Não avançaram |
| 44                | Costa Rica     | Natalia Jenkins Valeria Lizano               | 63.9000      | 44           | Não avançaram | Não avançaram |
| 45                | Macau          | Chio Un Tong Chio Weng Tong                  | 63.3333      | 45           | Não avançaram | Não avançaram |
| 46                | Brasil         | Luisa Borges Maria Coutinho                  | DNS          | DNS          | DNS           | DNS           |